# Ateo (canción)
«Ateo» es una canción interpretada por el cantante español C. Tangana y la cantante argentina Nathy Peluso. Escrita por ambos intérpretes junto a Alizzz y Víctor Martínez y producida por Rafa Arcaute, fue lanzada el 8 de octubre de 2021 a través de Sony Music España.

## Antecedentes y lanzamiento
La pista se anunció oficialmente a través de las redes sociales el 6 de octubre de 2021, junto con un tráiler donde se puede ver una tertulia en un programa imaginario llamado "Que hablen" en la que participan un elenco de periodistas hablando sobre una imagen no compartida de Tangana agarrando el cabello de Peluso, "ironizando las acusaciones sexistas pasadas de Tangana en los medios".

## Recepción

### Resultado comercial
«Ateo» tuvo un éxito moderado. En España, el sencillo debutó en primera posición en la listas PROMUSICAE, y se convirtió en el quinto número uno del cantante C. Tangana tras los conseguidos por «Nunca estoy», «Demasiadas mujeres», «Tú me dejaste de querer» e «Ingobernable» y el primero para Nathy Peluso. En su primera semana acumuló más de 4 millones de streams y reproducciones en la canción y vídeo, respectivamente. A la siguiente semana, la canción recibió un disco de oro por 20 000 unidades vendidas en el país.  Estuvo en el primer lugar cinco semanas consecutivas. Por sus resultados comerciales en el mercado europeo, ocupó el segundo puesto en Spain Digital Song Sales, elaborada por Billboard.
En Estados Unidos, el 13 de noviembre de 2021 debutó en el puesto número 19 de la lista Billboard Tropical Airplay y, después de una semana, alcanzó el número 16. En México debutó el 30 de octubre en el puesto número 30 de la lista Mexico Espanol Airplay y, luego de tres semanas, reingresó a la lista ocupando la vigésima posición. Asimismo, ingresó 48 en Mexico Airplay el 20 del noviembre.
En Argentina ocupó el puesto número 76 de la lista Argentina Hot 100. En El Salvador alcanzó el undécimo puesto en la lista general de Monitor Latino.

### Recepción crítica
| Publicación | Reconocimiento                | Posición | Ref.   |
| ----------- | ----------------------------- | -------- | ------ |
| Jenesaispop | Las mejores canciones de 2021 | 10       | [ 14 ] |

## Video musical

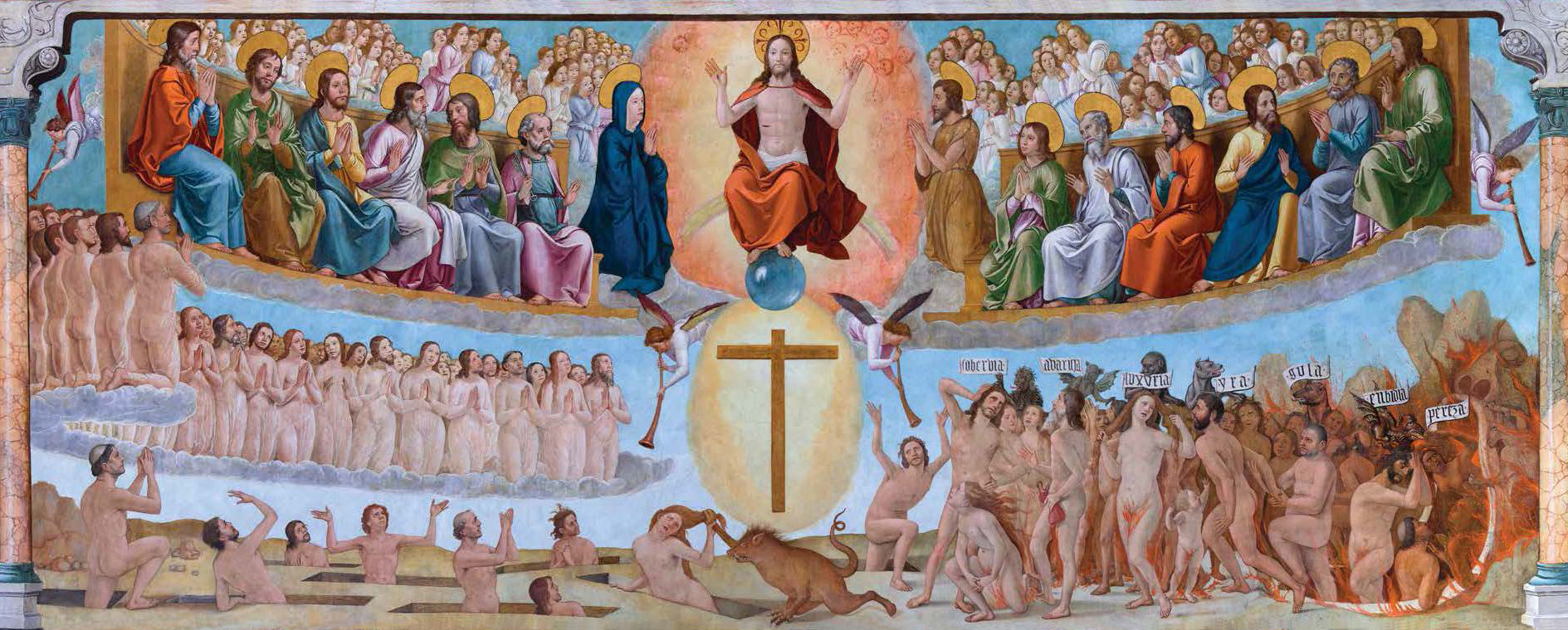
Pintura mural de Juan de Borgoña en la sala capitular de la catedral que inspira la portada.

El videoclip de «Ateo» se estrenó en YouTube junto con la canción. Fue escrito y dirigido por C. Tangana y producido por su compañía Little Spain, que también produjo todos los videos musicales extraídos de El Madrileño. Se filmó principalmente en el interior de la Catedral de Toledo a mediados de septiembre después de que se le negaran los permisos de filmación en las Catedrales de Burgos y Segovia. Según los informes, la producción pagó 15.000 euros para rodar en la catedral.
El video presenta a Tangana y Peluso bailando en la catedral entre sí, así como las apariciones especiales de María Pombo, Brays Efe, Elizabeth Duval, Josep Pedrerol, Cayetana Guillén Cuervo y Miranda Makaroff, entre otros. Los últimos cuatro se ven debatiendo en un panel sobre algunas imágenes de C. Tangana tirando del cabello de Peluso. La portada del sencillo está inspirada directamente en una de las pinturas murales que se exhiben en la sala capitular de la catedral, que presenta a una mujer sostenida por su cabello por un demonio para evitar su salvación en el Juicio Final.

### Estreno, protestas y respuestas
La controversia surgió tras el lanzamiento del video musical, despertando rápidamente críticas dentro de las comunidades cristianas. Muchas personas salieron a criticar la idea de que C Tangana y Nathy Peluso graben un video de estas características, con esa letra dentro de la Catedral de Toledo. Las mismas apuntaron directamente a los artistas pero también al personal de la Iglesia por “permitir que usen un lugar sagrado para este tipo de acciones”. El primero en responder fue Juan Miguel Ferrer, el deán de la catedral, que reconoció que «un lenguaje visual provocador» pero insistió en que «es un lenguaje propio de la cultura de nuestro tiempo y no afecta a la fe». A pesar de la declaración, varias reuniones contra Ferrer y el proyecto tuvieron lugar fuera de la catedral; resultando en la renuncia del deán por discrepancias con el arzobispo Francisco Cerro Chaves. Asimismo, el 17 de octubre tuvo lugar una purificación en la Catedral de Toledo, realizada por el arzobispo, con el fin de "reparar los pecados".
Luego de la repercusión y las protestas, la cantante dijo que «jamás pensamos [con C. Tangana] que se liaría así» y que fueron  cuidadosos respetando a la institución de la iglesia e incluso cuidando detalles como vestimenta con transparencias, propuesta en un principio como la indumentaria inicial del video.

## Premios y nominaciones
| Año  | Premio                | Categoría            | Resultado | Ref.   |
| ---- | --------------------- | -------------------- | --------- | ------ |
| 2022 | Premios Odeón         | Mejor canción urbano | Nominado  | [ 26 ] |
| 2022 | MTV Millennial Awards | Vídeo del año        | Nominado  |        |

## Créditos y personal
Adaptados desde Jaxsta.

### Producción
- C. Tangana: voz, composición, producción
- Alizzz: producción, composición, teclados, sintetizador
- Nathy Peluso: voz, composición
- Victor Martinez: composición
- Rafa Arcaute: producción
- Yasmil Marrufo: bajo, guitarra
- Richard Bravo: percusión

### Técnico
- Harto Rodríguez: ingeniero de grabación
- Lewis Pickett: ingeniero de mezcla
- Chris Athens: ingeniero de masterización

## Posicionamiento en listas
| País (Lista 2021)                 | Posición más alta |
| --------------------------------- | ----------------- |
| Argentina (Argentina Hot 100)     | 76                |
| El Salvador (Monitor Latino)      | 11                |
| Estados Unidos (Tropical Airplay) | 16                |
| España (Spain Digital Song)       | 2                 |
| España (PROMUSICAE)               | 1                 |
| México (Mexico Airplay)           | 8                 |
| México (Mexico Espanol Airplay)   | 20                |
| México (Monitor Latino)           | 20                |
| (Billboard Global 200)            | 140               |
| (Billboard Global Excl. U.S.)     | 73                |
| Paraguay (SGP)                    | 63                |

## Certificaciones
| País (organismo certificador) | Certificación | Unidades certificadas |
| ----------------------------- | ------------- | --------------------- |
| España (PROMUSICAE)           | 5× Platino    | 300 000               |
| Estados Unidos (RIAA)         | Oro           | 30 000                |
| México (AMPROFON)             | Oro           | 70 000                |

## Historial de lanzamientos
| Región | Fecha                | Formato(s)                 | Discográfica      | Ref.   |
| ------ | -------------------- | -------------------------- | ----------------- | ------ |
| Varios | 8 de octubre de 2021 | Descarga digital streaming | Sony Music España | [ 37 ] |